# سیارک ۳۴۳۲
سیارک ۳۴۳۲ (به انگلیسی: 3432 Kobuchizawa، نامگذاری:1986EE) سه هزار و چهارصد و سی و دومین سیارک کشف شده‌است که در ۷ مارس ۱۹۸۶ کشف شد.
قدر مطلق سیارک برابر ۱۱٫۵۰ است.